# 山口拳矢
山口 拳矢（やまぐち けんや、1996年1月26日 - ）は、競輪選手。岐阜県大垣市出身。日本競輪選手会岐阜支部所属、ホームバンクは大垣競輪場。日本競輪選手養成所（以下、養成所）第117期生。師匠は叔父でもある山口富生（68期）。日本大学中退。

## 来歴
祖父と父がともに（元）競輪選手という家庭環境で育つが、父の幸二によると、生まれてから発育が遅く虚弱体質であったため保育器に入ったこともあり、「健康でありますように」との願いから『拳』を込めて拳矢と名付けられた。
幼い頃は兄・聖矢とともに空手を習う。大垣日大高校ではサッカー部に所属しており、それまで自転車競技の経験は皆無であった。その後日本大学に進学したが、先に自転車競技の練習を始めていた聖矢に触発され自身も大学2年生で競輪選手を目指し、自転車競技の練習に取り組み始める。大学は辞めたがっていたこともあり中退して僅か3か月の練習で日本競輪学校（当時。以下、競輪学校）第113回生徒入学試験を受験、合格を果たす。
2017年5月に競輪学校に第113期生として入学するが、在学中は外出可能日の門限破りなど遅刻を繰り返したため生活態度を問題視され、入学後3か月で停学処分となる。
一度競輪学校を離れたものの、その後は毎日練習日誌をつけ、毎月学校に提出し、更に3か月に一度は学校に行ってタイム測定を繰り返すものの、115期の復学試験にも落ちてしまう。ただ、それからも毎月タイム測定と反省文を競輪学校に提出する日々を続け、腐ることなく熱意を伝えたことで復学が認められ、2019年5月に養成所第117期生として復学を果たす。
養成所在学中は、2019年7月22日に行われた登坂トーナメントで優勝、そして2020年2月に行われた第3回卒業認定考査では全ての記録が養成所が設定した能力区分基準タイムの最高基準を上回り、制定以降男子19人目となるゴールデンキャップを獲得。翌3月に行われた卒業記念レースでは予選は2レースとも1着で勝ち上がるも決勝戦は4着に終わる。養成所在所中は1着32回、在所成績2位で卒業し、卒業翌日の3月25日付で岐阜支部所属の競輪選手として登録された。
2020年5月29日、小倉FIIにて行われた新人戦『競輪ルーキーシリーズ2020』第11レースで2着に3車身をつけ、デビュー戦にて初勝利を果たす。同開催では3日間とも1着で完全優勝し、続く6月12日からの伊東温泉FII『競輪ルーキーシリーズ2020』でも完全優勝し、本格デビュー前に6連勝する。
2020年7月9日、名古屋FII第4レース（A級3班チャレンジレース）で本格デビュー。ここでも後続を1車身半離して1着でゴール。同開催、そして続く四日市FII、豊橋FIIと本格デビュー後3開催連続で完全優勝し、8月22日付で無敗のままA級2班に特別昇班を果たす。特別昇班後も8月29日からの四日市FI、9月15日からの名古屋FI、そして9月22日からの和歌山FIで3開催連続完全優勝。A級1班・2班戦で3開催連続完全優勝を達成したことにより、優勝翌日の9月25日付にてS級2班へ特別昇級を果たした（デビュー戦より119日で達成）。A級3班によるチャレンジレースを導入した2008年1月以降において、本格デビュー場所から負けなしの6開催連続優勝（18連勝）でS級特別昇級を果たしたのは、深谷知広、当年3月に達成した同期の寺﨑浩平に次いで3人目の快挙となった（デビュー戦からでは24連勝）。ちなみに和歌山では決勝戦後の優勝インタビューにて、父の幸二がインタビュアーとしてサプライズで登場した。
S級デビュー戦となった2020年10月8日からの地元・大垣FIでも予選、準決勝と1着とし、本格デビュー以来20連勝を達成。A級3班チャレンジレース導入後で本格デビュー戦からの20連勝は、深谷知広に並ぶタイ記録となった。なお、翌10日の決勝戦では接触により落車棄権したため、連勝記録は20で途絶えた（『競輪ルーキーシリーズ』を含めると26連勝）。
2020年11月11日、岐阜競輪場で行われた中部地区プロ自転車競技大会にて、スプリントで初参加。スプリントは未経験であったが、同種目をそれまで19連覇していた金子貴志を決勝で破り初優勝を飾った。
2020年11月19日、福井FI（KEIRINフェスティバル）2日目第8レース（準決勝）にて、バンクレコードとなる上がりタイム10.6秒を記録。吉岡稔真が持っていた福井のバンクレコード（10.7秒）を28年ぶりに更新した。
2020年12月8日、伊東FIで3連勝しS級初優勝（S級優勝は同期では寺﨑浩平に次いで2人目）。
2021年3月14日、大垣競輪場で行われたルーキーチャンピオンレースで優勝。同月25日、第5回ウィナーズカップ（松阪）で特別競輪（GII以上）初出場。7月18日、2回目のGIIとなる第17回サマーナイトフェスティバル（函館）では特別競輪で初めて決勝戦に勝ち上がるも2着に終わる。そして9月の第37回共同通信社杯（岐阜）では、18日の第8レース・二次予選Bを捲りを決めてバンクレコードタイとなる上がり10秒7で勝ち上がり、決勝戦でも最終2コーナーからの捲りを決めて史上最速となるデビューから1年114日でのGII初優勝を果たし（それまでは2010年12月の深谷知広による、デビューから1年159日）、この時点で獲得賞金ランキング8位に食い込んだため、デビュー最速でKEIRINグランプリ初出場の可能性も出てきた。ただ、同年最後のGIである競輪祭直前の時点でKEIRINグランプリ2021出場枠は残り「1」となっており、競輪祭は出来るだけ勝ち上がって賞金を上積みしたいところであったが一次予選2の競走で落車・途中欠場、その後の決勝戦でランキング11位の吉田拓矢が優勝し逆転でグランプリ出場権を獲得したため、KEIRINグランプリは次点（補欠）となった。なお、前もってグランプリ前日の12月29日に行われるヤンググランプリに出場選手として選出されていたため、KEIRINグランプリは補欠とするが、12月24日午後5時までに出場正選手に欠場が出ない場合は補欠の権利を失い、予定通りヤンググランプリに出場することとされた。結局はリミットの時点で欠場者が出ず、最終的にヤンググランプリに出場となった（5着）。なお、KEIRINグランプリの補欠は賞金ランキング11位の浅井康太に繰り上がった。
2022年上期から初のS級1班に昇格。同年は前年ほどの目立った活躍はなかったが、同年末のヤンググランプリに2年連続出場し、3着。
2023年は、2月19日の施設整備等協賛競輪in伊東温泉にて、初日特選では車体故障のアクシデントに見舞われながらもGIII初優勝。ちなみにこの時もインタビュアーは父・幸二であった。そして5月に開催された第77回日本選手権競輪（平塚）にて、GI初の決勝進出を果たし、5月7日の決勝戦では単騎中団の位置から直線鋭く伸びて初優勝を果たした。この優勝により、松村憲・松村信定父子、稲村雅士・稲村成浩父子に次ぐ史上3例目の父子GI制覇を達成した。また、中部地区所属選手によるGI制覇は2018年の第60回朝日新聞社杯競輪祭を制覇した浅井康太以来およそ5年ぶりであった。年末のKEIRINグランプリにも出場（初出場）したことで、史上初の父子グランプリ出場、そしてS級S班在籍（拳矢は2023年12月26日から2024年12月25日まで）を果たした。
2024年はS級S班として初めての挑戦となったが、気負いもあったのか特別競輪どころかG3開催においても2次予選すら突破できないという状況が度々訪れた。結局G1開催での決勝進出は日本選手権競輪(8着)のみにとどまり、賞金32位と大きく低迷。1年でのS班からの陥落となってしまった。

## エピソード
- 祖父は元競輪選手の山口啓（ひらく）（7期・引退）、父も元競輪選手で『最強の支部長』とも呼ばれたGIタイトルホルダー山口幸二（62期・引退）、兄も現役競輪選手の山口聖矢（115期）という、競輪一家。兄・聖矢は競輪学校への入学は自身の入学より1年遅い115期だが予定通り卒業したため、デビューは逆に兄の方が1年早かった。なお、自身は3人兄弟の真ん中であり弟がいる[37]。ほかに、叔父（父の弟）も、現役競輪選手で兄同様GIタイトルホルダーであり自身の師匠でもある、山口富生（68期）。

- 父の幸二は聖矢・拳矢が競輪選手になる前から日刊スポーツ専属評論家を務めているが、息子二人が選手デビューした後もそのまま評論活動を続けている。ただし、二人が出走するレースに限っては身内ということもあり予想・評論は控えている[38][39]（ちなみに幸二は弟の富生が出走するレースについても予想・評論は控えている）。

- 同期（117期）同県（岐阜）の競輪選手である橋本優己は祖母同士が姉妹であり、はとこにあたる[40]。

- 25歳で初めて購入したマイカーは、通常は大企業の社長やロイヤルファミリーが乗るようなロールス・ロイスのロングホイール版であった[41]（但し店頭展示された中古車であり、実際の購入価格は約700万円）。

- 上記の通り、自身が出場したレースでの優勝者インタビューにおいて、時々父がインタビュアーとして登場している。2023年の第77回日本選手権競輪でも父が優勝者インタビュアーを務めたが、この時は過去のいきさつに触れて半ば説教気味に父から優勝を祝福された[42]。

## 主な獲得タイトルと記録
- 2023年 - 日本選手権競輪（平塚競輪場）
- バンクレコード - 福井競輪場（10.6秒、2020年11月19日）、富山競輪場（8.8秒、2025年8月3日[43]）
- バンクレコードタイ - 岐阜競輪場（10秒7、2021年9月18日）
- デビューからの連勝記録 - 26（2008年のチャレンジ戦導入以降。ルーキーシリーズでの9連勝も含む、2020年） ※2022年に中野慎詞が更新
- GII史上最速優勝（デビューから479日） - 第37回共同通信社杯（2021年、岐阜競輪場）